# Entratico
Entratico (lombardul: Entràdech) település Olaszországban, Lombardia régióban, Bergamo megyében. Lakosainak száma 1977 fő (2023. január 1.). Entratico Foresto Sparso, Trescore Balneario, Zandobbio, Borgo di Terzo, Berzo San Fermo és Luzzana községekkel határos.

## Népesség
A település lakossága az elmúlt években az alábbi módon változott:
| Lakosok száma | 1977 | 1979 | 1977 |
|               | 2017 | 2018 | 2023 |